# Домініка на літніх Олімпійських іграх 2000
Домініка на літніх Олімпійських іграх 2000 року в Сідней була представлена чотирма спортсменами (2 чоловіками та 2 жінками) у двох видах спорту: легкій атлетиці та плаванні. Прапороносцем на церемонії відкриття Олімпійських ігор була бігунка Марсія Деніел.
Країна вдруге взяла участь у літніх Олімпійських іграх. Жодної медалі олімпійці Домініки не завоювали.

## Спортсмени
| Дисципліна     | Чоловіки | Жінки | Разом |
| -------------- | -------- | ----- | ----- |
| Легка атлетика | 1        | 1     | 2     |
| Плавання       | 1        | 1     | 2     |
| Разом          | 2        | 2     | 4     |

## Легка атлетика
Трекові та шосейні дисципліни
| Спортсмен     | Дисципліна      | Гіт       | Гіт   | Півфінал   | Півфінал   | Фінал      | Фінал      |
| Спортсмен     | Дисципліна      | Результат | Місце | Результат  | Місце      | Результат  | Місце      |
| ------------- | --------------- | --------- | ----- | ---------- | ---------- | ---------- | ---------- |
| Шервін Джеймс | 200 м, чоловіки | 22.40     | 64    | не пройшов | не пройшов | не пройшов | не пройшов |
| Марсія Деніел | 400 м, жінки    | 58.20     | 53    | не пройшла | не пройшла | не пройшла | не пройшла |

## Плавання
| Спортсмен      | Дисципліна                     | Гіт       | Гіт   | Півфінал   | Півфінал   | Фінал      | Фінал      |
| Спортсмен      | Дисципліна                     | Результат | Місце | Результат  | Місце      | Результат  | Місце      |
| -------------- | ------------------------------ | --------- | ----- | ---------- | ---------- | ---------- | ---------- |
| Кеннет Мароні  | 50 м, вільним стилем, чоловіки | 26.65     | 67    | не пройшов | не пройшов | не пройшов | не пройшов |
| Франсілла Агар | 50 м, вільним стилем, жінки    | 32.22     | 68    | не пройшла | не пройшла | не пройшла | не пройшла |